# Kirill Gotovtsev
Pas d'image ? Cliquez ici

a Compétitions nationales et continentales officielles uniquement.

b Matchs officiels uniquement.
Dernière mise à jour le 29 août 2023.
Kirill Gotovtsev (en russe : Кирилл Готовцев), né le 17 juillet 1987 à Bogoutchany (Russie), est un joueur international russe de rugby à XV qui évolue au poste de pilier droit pour Gloucester Rugby en Premiership. 

## Biographie

### Carrière pré-rugby
Kirill Gotovtsev se démarque en tant que lutteur de haut niveau. Il pratique la lutte libre, et termine 3e du championnat de Russie 2010, seulement vaincu par Bakhtiyar Akhmedov en demi-finale. 
Mais lassé du manque d'opportunité en lutte, barré aux portes de la sélection nationale, il décide en 2012 de changer de sport. Il se lance dans le bobsleigh à 2, en paire avec Dmitri Abramovitch. Il vise la qualification aux Jeux olympiques d'hiver de 2014, qui se déroulent à Sotchi. Il participe à plusieurs manches de Coupe d'Europe, obtenant trois Top 10. Son meilleur est une 8e place à Innsbruck. Non sélectionné pour les Jeux olympiques, il décide d'arrêter une discipline qui ne lui plaisait guère. Revenant sur son expérience, il déclarait ainsi : « c’était un certain stress pour moi. Je plongeais dans une atmosphère que je ne connaissais pas. Pendant les deux premiers mois en Coupe d’Europe, j’avais constamment froid ».

### Carrière dans le rugby
En 2014, il rencontre Igor Nikolaïtchouk, entraîneur de Krasny Yar. Ce dernier lui fait intégrer le club, et il évolue pendant toute la saison avec l'équipe réserve du club. La transition de la lutte vers le rugby n'est pas inhabituelle, mais il avoue « avoir été surpris par la complexité du sport ». Néanmoins, l'apport de la lutte lui sert beaucoup, notamment sur les plaquages.
En 2015, il intègre l'équipe première de Krasny Yar. Il y remporte deux titres : le championnat et la coupe. La même année, il connaît sa première sélection nationale.
Manquant de compréhension du poste de pilier, il est basculé en 2016 en troisième ligne. Il joue pendant deux saisons à ce poste, mais l'expérience n'est pas concluante. Il demande à revenir en première ligne deux saisons plus tard. En 2018, il prend du poids pour augmenter son impact et s'imposer en club comme en sélection. Ce choix est payant, puisqu'il retrouve la sélection nationale en 2019. Il est ainsi inclus dans le groupe russe qui participe à la Coupe du monde 2019, où il est titulaire lors des 4 rencontres disputées par la Russie.
En 2021, il s'engage une saison en faveur de Gloucester Rugby.
Pendant la saison 2023-2024, il participe à la finale de la coupe d'Angleterre gagnée 23-13 contre les Leicester Tigers. Gloucester remporte alors son premier trophée depuis neuf ans.

## Statistiques internationales
| Année | Compétition       | Matchs | Points | Essais |
| ----- | ----------------- | ------ | ------ | ------ |
| 2015  | Coupe des Nations | 1      | -      | -      |
| 2019  | Coupe des Nations | 1      | -      | -      |
| 2019  | Test matchs       | 1      | -      | -      |
| 2019  | Coupe du monde    | 4      | -      | -      |
| 2020  | REC               | 2      | -      | -      |
| 2021  | REC 2020          | 1      | -      | -      |
| 2021  | REC 2021          | 2      | -      | -      |
| 2022  | REC               | 1      | -      | -      |
| Total | Total             | 13     | -      | -      |

## Palmarès
- Krasny Yar
  - Vainqueur du Championnat de Russie en 2015
  - Vainqueur de la Coupe de Russie en 2015, 2018 et 2019